# Adam von Burg

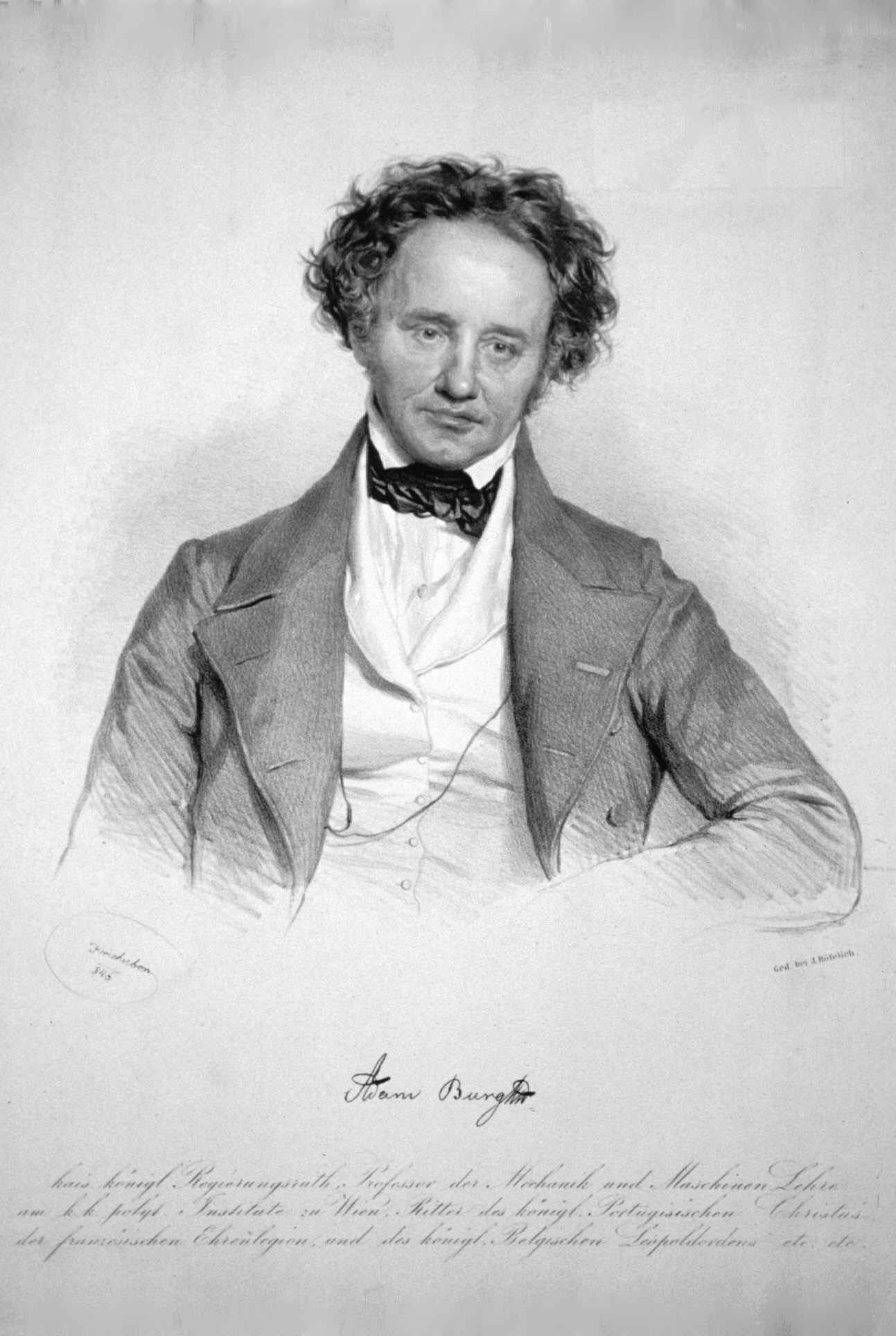
Adam Burg, Lithographie von Josef Kriehuber, 1846

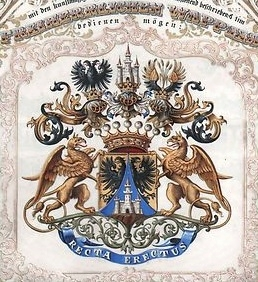
Wappen Adam von Burg, 1866

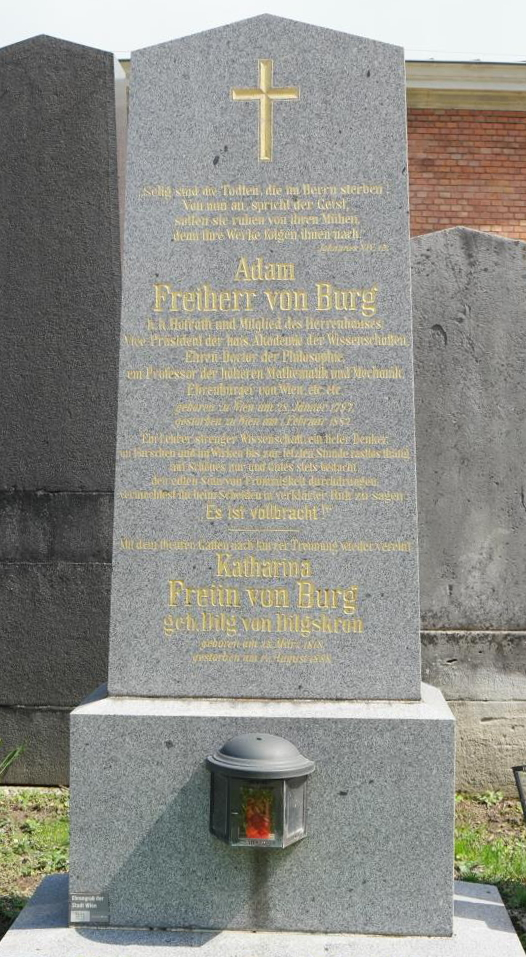
Grab Adam von Burgs auf dem Wiener Zentralfriedhof

Adam Freiherr von Burg (* 28. Januar 1797 in Wien; † 1. Februar 1882 ebenda) war ein österreichischer Mathematiker und Technologe.
Er war der Sohn des k. k. Hofmaschinisten Anton Burg, in dessen Werkstätte er die Tischlerei erlernte. Von 1810 bis 1813 besuchte er die Architekturklasse der Akademie der bildenden Künste, dann ab 1815 das Polytechnische Institut, an dem er 1820 Assistent der Mathematik wurde. 1823 wurde er zum Fellow der Royal Society of Edinburgh gewählt. 1827 erhielt er eine Professur in Salzburg, 1828 wurde er am Polytechnischen Institut in Wien Professor der Mathematik und Maschinenlehre. Dort hielt er als erster die populären Sonntagsvorlesungen über sein Gebiet. 
1847 wurde er wegen Verdiensten um das Feuerlöschwesen, die Wasserversorgung und die Gasbeleuchtung zum Ehrenbürger von Wien ernannt. 1849 übernahm er die Direktion des Polytechnischen Instituts. Nach Übergabe des Instituts an die militärische Verwaltung wurde er 1852 Sektionsrat im Handelsministerium. 1866 wurde er in den Freiherrenstand erhoben und 1869 in das Herrenhaus berufen.
1870 wurde Adam von Burg Präsident des Vereins zur Verbreitung naturwissenschaftlicher Kenntnisse in Wien. Große Verdienste erwarb er sich insbesondere beim Zustandekommen der fortschrittlichen österreichischen Gesetze zur Vermeidung von Dampfkesselexplosionen und der Einführung des metrischen Maß- und Gewichtssystems.
Seine letzte Ruhestätte befindet sich in einem ehrenhalber gewidmeten Grab auf dem Wiener Zentralfriedhof (13A-1-15).

## Schriften
- Ausführliches Lehrbuch der höhern Mathematik mit besonderer Rücksicht auf die Zwecke des praktischen Lebens. Wien 1832–33 (3 Bände).
- Kompendium der populären Mechanik und Maschinenlehre. Wien 1846 (3. Auflage 1855; nebst Supplementband, 2. Auflage 1863).
- Lehrbuch der Maschinenlehre. Wien 1856.
- Über die Wirksamkeit der Sicherheitsventile bei Dampfkesseln. Wien 1862.
- Allgemeine Entwickelung von (x + a)n., 1826, Journal für die reine und angewandte Mathematik, Band 1, S. 367–368
- Beweis für das Kräftenparallelogramm, auf bloßes Raisonnement gegründet., 1826, Journal für die reine und angewandte Mathematik, Band 1, S. 369
- Über die Existenz der Wurzeln einer höhern Gleichung mit einer Unbekannten., 1830, Journal für die reine und angewandte Mathematik, Band 5, S. 182–184